# Vera Igorevna Zvonareva
Vera Igorevna Zvonareva (tiếng Nga: Ве́ра И́горевна Звонарёва, IPA: [ˈvʲɛrə ˈiɡərʲɪvnə zvənɐˈrʲɵvə] ⓘ; sinh ngày 7 tháng 9 năm 1984) là một vận động viên quần vợt chuyên nghiệp của Nga. Cô bắt đầu chơi quần vợt năm 6 tuổi và thi đấu chuyên nghiệp vào năm 2000. Vị trí cao nhất trong sự nghiệp của cô là số 2 của WTA. Zvonareva đã giành được 12 danh hiệu WTA ở nội dung đơn nữ và vào đến chung kết WTA Championships năm 2008, 2010; Wimbledon và US Open năm 2010. Cô cũng giành được huy chương đồng tại Thế vận hội Bắc Kinh năm 2008. Ở nội dung đánh đôi, cô đã giành được bốn danh hiệu Grand Slam, cùng đồng đội Nathalie Dechy tại US Open năm 2006, Svetlana Kuznetsova tại Úc mở rộng năm 2012, Bob Bryan tại US Open năm 2004 và Andy Ram tại Wimbledon năm 2006.

## Cuộc sống cá nhân
Zvonareva được sinh ra vào năm 1984 tại Moscow. Cha cô, Igor Zvonarev chơi môn thể thao Bandy cho đội Dynamo Moscow, mẹ cô Nataliya Zvonareva là vận động viên khúc côn cầu và đã đoạt huy chương đồng tại thế vận hội Moscow 1980. Vera bắt đầu làm quen với quần vợt năm 6 tuổi dưới sự hướng dẫn của mẹ cô.
Trong năm 2007, Zvonareva tốt nghiệp Đại học thể dục thể thao liên bang Nga và cô tiếp tục học tại Học viện Ngoại giao Moscow.

## Thành tích tại các giải Grand Slam

### Các trận chung kết

#### Nội dung đơn nữ: 2 (0–2)
| Kết quả | Năm  | Giải đấu  | Mặt sân | Đối thủ         | Tỉ số    |
| ------- | ---- | --------- | ------- | --------------- | -------- |
| Á quân  | 2010 | Wimbledon | Cỏ      | Serena Williams | 3–6, 2–6 |
| Á quân  | 2010 | US Open   | Cứng    | Kim Clijsters   | 2–6, 1–6 |

#### Nội dung đôi nữ: 3 (2–1)
| Kết quả | Năm  | Giải đấu        | Mặt sân | Đồng đội            | Đối thủ                          | Tỉ số         |
| ------- | ---- | --------------- | ------- | ------------------- | -------------------------------- | ------------- |
| Vô địch | 2006 | US Open         | Cứng    | Nathalie Dechy      | Dinara Safina Katarina Srebotnik | 7–6(7–5), 7–5 |
| Á quân  | 2010 | Wimbledon       | Cỏ      | Elena Vesnina       | Vania King Yaroslava Shvedova    | 6–7(6–8), 2–6 |
| Vô địch | 2012 | Australian Open | Cứng    | Svetlana Kuznetsova | Sara Errani Roberta Vinci        | 5–7, 6–4, 6–3 |

#### Nội dung đôi nam, nữ: 2 (2–0)
| Kết quả | Năm  | Giải đấu  | Mặt sân | Đồng đội  | Đối thủ                      | Tỉ số    |
| ------- | ---- | --------- | ------- | --------- | ---------------------------- | -------- |
| Vô địch | 2004 | US Open   | Cứng    | Bob Bryan | Alicia Molik Todd Woodbridge | 6–3, 6–4 |
| Vô địch | 2006 | Wimbledon | Cỏ      | Andy Ram  | Venus Williams Bob Bryan     | 6–3, 6–2 |

### Nội dung đánh đơn
| Giải đấu               | 1999 | 2000 | 2001 | 2002  | 2003  | 2004  | 2005  | 2006  | 2007  | 2008  | 2009  | 2010  | 2011  | 2012  | 2013 | 2014 | 2015 | SR      | W–L     |
| ---------------------- | ---- | ---- | ---- | ----- | ----- | ----- | ----- | ----- | ----- | ----- | ----- | ----- | ----- | ----- | ---- | ---- | ---- | ------- | ------- |
| Grand Slam Tournaments |      |      |      |       |       |       |       |       |       |       |       |       |       |       |      |      |      |         |         |
| Australian Open        | A    | A    | A    | A     | 1R    | 4R    | 2R    | 1R    | 4R    | 1R    | SF    | 4R    | SF    | 3R    | A    | 1R   | 2R   | 0 / 12  | 23–12   |
| French Open            | A    | A    | A    | 4R    | QF    | 3R    | 3R    | 1R    | A     | 4R    | A     | 2R    | 4R    | A     | A    | A    | A    | 0 / 8   | 18–8    |
| Wimbledon              | A    | A    | A    | 2R    | 4R    | 4R    | 2R    | 1R    | A     | 2R    | 3R    | F     | 3R    | 3R    | A    | 3R   |      | 0 / 11  | 23–11   |
| US Open                | A    | A    | A    | 3R    | 3R    | 4R    | A     | 3R    | 3R    | 2R    | 4R    | F     | QF    | A     | A    | A    |      | 0 / 9   | 25–9    |
| WTA Tour Championships | A    | A    | A    | A     | A     | RR    | A     | A     | A     | F     | RR    | SF    | SF    | A     | A    | A    |      | 0 / 5   | 9–10    |
| Thống kê sự nghiệp     |      |      |      |       |       |       |       |       |       |       |       |       |       |       |      |      |      |         |         |
| Vô địch - Á quân       | 0–0  | 0–0  | 0–0  | 0–1   | 1–0   | 1–2   | 1–0   | 2–1   | 0–1   | 2–6   | 2–0   | 1–5   | 2–2   | 0–0   | 0–0  | 0–0  | 0–0  | 12–18   | 12–18   |
| Thắng - Thua tổng thể  | 3–1  | 6–2  | 12–9 | 41–14 | 46–24 | 54–27 | 21–21 | 37–22 | 30–14 | 65–22 | 33–14 | 50–19 | 56–22 | 11–10 | 0–0  | 3–5  | 5-3  | 472–227 | 472–227 |
| Thứ hạng cuối năm      | None | 357  | 365  | 45    | 13    | 11    | 42    | 24    | 23    | 7     | 9     | 2     | 7     | 98    | None | 251  |      |         |         |